# سيريزو أوساكا
سيريزو أوساكا (باليابانية: セレッソ大阪) هو نادي كرة قدم ياباني تأسس النادي سنة 1993 مركزه مدينة أوساكا.

## أهم اللاعبين الذين لعبوا للعين خلال تاريخه
- ميتش نيكولس
- إيفان رادهدريتش
- ألبين بيلاك
- ألمير توركفيتش
- غيلمار رينالدي
- فابيو سيمبليسيو
- جواو كارلوس دوس سانتوس
- أكسيل
- سيرجيو مانويل
- برناردو فيرنانديز دا سيلفا
- ماركو أنتونيو دا سيلفا
- بيشارت عبدو راحيمي
- كاين فينسنت
- خورخي ديلي فالديز
- جويكو كاتشار
- راديفوي مانيتش

## وصلات خارجية
الموقع الرسمي